# جون مارشال (سياسي)
جون مارشال (بالإنجليزية: John Marshall)‏ هو محامي وسياسي أمريكي، ولد في 24 مايو 1856 في الولايات المتحدة، وتوفي في 19 أغسطس 1922 في نفس البلد. حزبياً، نشط في الحزب الجمهوري.